# Rio RainbowGate!
『Rio RainbowGate!』（リオ レインボーゲート!）は、日本のテレビアニメである。2011年1月から3月までTOKYO MX等で放送された。全13話+TV未放送1話。
パチスロで発売されているRioシリーズを原案としている。

## ストーリー
大富豪の孫娘であるミント・クラークは、祖父に連れられて人気のカジノスポット「ハワードリゾート」を訪れる。ミントはギャンブルに興味を持たなかったが、ひょんなことから「勝利の女神」と呼ばれる女性ディーラー・リオと出会う。後にリオはミントの接待係となり、ミントと行動を共にするようになる。そんな時、オーリンと名乗る男がミントにぬいぐるみを賭けた勝負を挑んでくる。リオはミントの代理として、自身の裸を賭けてオーリンとのポーカー勝負を行うことになってしまう。
ある時、リオは幼馴染のリナと再会する。リナもまたリオと同じくディーラーになっており、ハワードリゾートに雇われることになった。リナはハワードリゾートの新施設、空飛ぶカジノ「スカイリゾート」のディーラーとして雇われ、リオやミントもスカイリゾートのオープンに立ち会うことになる。しかし、その裏では評判の悪いカジノオーナー・カルティアがハワードリゾート乗っ取りを企んでいた。カルティアはリオに部下たちを差し向け、ゲートバトルを挑ませる。

## 登場キャラクター

### メインキャラクター
リオ・ロリンズ・タチバナ
声 - 井上麻里奈
本作の主人公。赤紫のショートヘアとへそ出しルックが特徴的な女性。ハワードリゾートの人気ディーラーで「7」のゲートを持つゲートホルダー。「ロールルーラー」と呼ばれる能力を持つ。身長164cm、スリーサイズ91:59:88。
「勝利の女神」と呼ばれ、彼女が近くにいるだけでカジノで幸運に恵まれる。ペットは尻にスペードのマークがついたフェレットのチップ（♂）。いつも笑顔を絶やさず、ハワードリゾートのモットーである「お客様がお望みなら」が対戦前の決め台詞。カミナリは苦手。護身用術に長けている。伝説のディーラーであるリサの娘で、母親のような最高のディーラーになる事を夢見ており、謎の紳士から渡されたゲートを母との唯一の絆としている。常に他人の事を考える優しい性格で、ゲートホルダーでありながら自身からゲートバトルを挑む事は無かった。
やたらと厄介事に巻き込まれたり、ギャンブル勝負を挑まれたりする事が多い。ゲートバトルに勝利して多数のゲートを所有していたが、カルティアの謀略により精神力を消耗した状態でリナとのポーカー勝負を行い、敗北して全てのゲートとハワードリゾートを失ってしまう。その責任を全て自分で背負い、一時はディーラーとしての自信すら失いかけるが、かつての好敵手やジョーカーとの勝負で自信を取り戻す。そして仲間たちの後押しを受け、自分の為にゲートバトルを挑む事を決意。リナとの再戦で勝利し、MVCDを獲得した。その後、「アルティメットロールルーラー」の力で世界中に幸福をもたらし、リナとの和解、ハワードリゾートの奪還、母との再会といった自身の目的も果たした。
リナ・ゴルトシュミット・タチバナ
声 - たかはし智秋
ハワードが新たに雇ったディーラーで、リオの幼馴染。リオの母であるリサの一番弟子。身長164cm、スリーサイズ91:59:88。
母親は長期入院し父親は出張で家に居なかったため、リサに預けられ、海外留学するまでリオと姉妹のように育てられた。勝利のためなら非情になり、リオとは違い力ずくでゲームの場を支配する。またリオと同様「ロールルーラー」の能力も持ち、ゲートバトルでもリオを圧倒した。
父親を奪ったリサと、その娘であるリオに復讐する為、裏で暗躍していた。作中では叔母のカルティアの協力により9枚（A・4・5・6・9・10・J・Q・K）のゲートを集め、ハワードリゾートに潜り込んでカルティア達を手引きしていた事が語られている。
しかし、リオとリサを憎む原因はカルティアのついた嘘であり、自身も嘘だというのはうすうす感づいていた。復讐のためだけに生きてきたためそれを認める事ができなかったが、最後のゲートバトルの末にロールルーラーの世界で自分の本心（リオが好き）を認め、リオと和解した。
パチスロでは『リオパラダイス』から登場しているが、リオとの関係が異母妹となっているなどキャラクター設定が異なる。
ミント・クラーク
声 - 竹達彩奈
大富豪の祖父に連れられてハワードリゾートに来た少女。いつも熊のぬいぐるみの「チョコ」を抱えている。
初めはカジノに興味を示さなかったが、リオのことが大好きになり、リオと一緒にいるようになる。そのためリオと仲の良いリナには嫉妬心を見せることもある。
ギャンブル経験は無いため基本的には応援の立場だが、コンセントレーションボンバーではチョコとの絆でリオを勝利へ導いた。なお、歯に布着せぬタイプで、たびたび辛辣なコメントを出す。
パチスロでは第1作『スーパーブラックジャック』から登場。
ローザ・キャニオン
声 - 清水香里
ハワードリゾート常連のハリウッド女優。身長171cm、スリーサイズ101:64:97。
基本的には客だが、リオとオーリンのポーカー勝負の際にはディーラーを務めていた。
ミザリィ城の事件ではミザリィの亡霊に憑依され、賭け代として扱われた。また、その後もたびたび憑依されている。本気で除霊も考えているようだったが、最終回のEDでもとり憑かれたままだった。
パチスロでは第1作『スーパーブラックジャック』から登場。
ティファニー・アボット
声 - 中島沙樹
ハワードリゾートの一番人気のバニーガール。赤いビキニのバニースーツが特徴。身長168cm、スリーサイズ95:63:96。
リオがゲートバトルなどをする際に立会い、ゲームの説明や解説を担当する。
パチスロでは第1作『スーパーブラックジャック』から登場。
アーニャ・ヘルシング
声 - 福井裕佳梨
ロシアから来た新人ディーラー。なぜかよくエビのコスプレをしている。もともとはリオの衣装だった。身長154cm、スリーサイズ82:61:85。
教育係であるリオを尊敬し、先輩と呼ぶ。ディーラーとしての腕前は確かだが、天然のドジっ子。時にはドジで甚大な被害を出す事もあるが、逆にドジが原因でリオが逆転のチャンスを得る事もある。また、たびたびゲートバトルなどで司会や解説を務めている。
本編では明かされなかったが、公式サイトで配布されているショートストーリーによるとテクモ共同製作のパチスロ『十字架』の登場キャラクターである聖騎士ヘルシングとエミリの子孫にあたり、ニーナとも親交があるとの事。
Blu-ray＆DVDの初回特典ブックレットに彼女を主人公としたショートストーリー『アーニャにおまかせ』が連載されている。
ドラマCD『Rio Sound Hustle!』から登場。
リンダ（LINDA-R-2007）
声 - 日笠陽子
スカイリゾート専属ディーラーで、カジノ用人型ディーラーロボ。スカイリゾートメインコンピュータの端末でもある。
首のロックが緩いらしく、背中を叩かれたり転んだりすると頭が取れてしまう。また、指はジャイアントロボのような銃に変形できる。
カルティアから「4」のゲートを渡されゲートホルダーになっており、一時ジャックに操られリオにゲートバトルを挑んだ。
パチスロでは『リオパラダイス』から登場。
イル・アダムス
声 - 内田彩
ハワードリゾートのバニーガール。口数が少ない。エルとは双子の姉妹で、イルは妹。髪の色は緑。
パチスロでは第1作『スーパーブラックジャック』から登場。
BONUS STORYでは、人間の姿に変化したぬいぐるみの「チョコ」の奮闘に付き合う。
エル・アダムス
声 - 内田彩
ハワードリゾートのバニーガール。元気だが少々ガサツ。イルとは双子の姉妹で、エルは姉。髪の色は青。
パチスロでは第1作『スーパーブラックジャック』から登場。
ダーナ
声 - 茅原実里
ハワードリゾートの専属マジシャン。「8」のゲートを持つゲートホルダー。
本物の魔法使いではないかと言われており、タロット占いで未来を予知めいた言及もしている。中盤、メインキャラの殆どがスカイリゾートに移ったなか地上に残っていた。
リオとジョーカーのゲームでは立会人を務める。その後、ゲートホルダーである事を明かしてリオに勝負を挑み、その力を認めると2年前に入手した最後のゲートを彼女に託した。
テクモ製作のゲーム『ソロモンの鍵』の主人公の魔法使い「ダーナ」がモデルだが、ゲームの主人公本人ではなくジャック同様に主人公の後継者である。
なお、公式HPで明かされた裏設定では本名はキリコ・ヒダカという生粋の日本人（目が青いのはカラーコンタクト）でゲートバトルで彼女が使役したのはソロモン72柱の第11位にあたる魔神シトリーと30位の魔神『フォルネウス』であるということが明らかになっている。

### サブキャラクター
カルティア・ゴルトシュミット
声 - 大原さやか
女性カジノオーナー。リナの叔母。
強引なゲームで急速に勢力を拡大しているため、悪評が多い。収益率の低いミザリィ城を取り壊そうとしたり、ゲートバトルに負けたジャックを即座にクビにするなど、性格はかなり非情。
ブルやジャックらを裏で操っていた黒幕で、リナが獲得したゲートをジャックたちに渡していた。前々からハワードリゾートの乗っ取りを計画しており、リナがリオに勝利した事でハワードからハワードリゾートを奪い、｢ゴルトシュミットキングダム｣としてリニューアルオープンさせた。カジノギルドと裏で繋がっており、「プロジェクトレインボー」のために全てのゲートを集めようとしていた。しかし、最後のゲートバトルでリナが敗北したため、逆にゴルトシュミットキングダムを失い、カジノギルドからも見捨てられた。それでも執念深く、最終回のEDでは復讐を企んでいた。
パチスロでは『Rio2』から登場。
ブル・ハード
声 - 稲田徹
カルティアの部下で、カジノギルドの関係者。アメリカン口調の大柄の男で、自称「自販機クジの達人」。
カルティアの命令でアーニャとリオのデートを賭けた自販機クジ勝負を挑むも急遽「ジュース早飲み対決」に変更したが、ホットを一気飲みしてしまい、敗北する。後にスカイリゾート内で再登場し、ヴァーチャルルームを使いリオを精神的に追い込んだ。また、スカイリゾートのコントロールプログラムの防壁を管理していた。
パチスロでは『リオパラダイス』から登場。
ジャック・マイティ
声 - 小林由美子
カルティアの部下で「J」のゲートを持つゲートホルダー。カルティアの元を離れてからは天使と悪魔の人形を持ち歩いている。
代々爆弾処理を生業としていた一族の末裔。機械イジリが得意で、リンダに細工を施した張本人。また手に持つペンダントを握り締めることで、「マイティパワー」と呼ばれるテレキネシスのような能力を行使できる。空を飛ぶ事もできるが、ご先祖様（マイティボンジャック）のスーツを着る必要がある。パワーアップするとスーツの色が変わる。
家を飛び出したものの行き倒れになっていたところをカルティアに拾われて部下となった。カルティアのことは自分の能力を利用しているだけと知っているが、自由になることを条件にリオにスペースピンボールでゲートバトルを挑む。
リオに敗北してからはカルティアに見限られ、自由になるという望みは叶ったものの、行き場を無くす。歳が近いミントと仲が良く、後にミントに協力する形でリオ側の一人となった。
パチスロでは『Rio2』から登場。キャラクター設定（名前・ペンダントのマーク・爆弾処理の生業・マイティパワー・BGM）に、テクモ製作のゲーム『マイティボンジャック』の要素が取り込まれている。またプロテクト解除シーンでは『スターフォース』が登場した。
クイーン
声 - 浅川悠
カルティアの部下で、「Q」のゲートを持つゲートホルダー。
「無慈悲のQ（クィーン）」の異名を持つ凄腕のスナイパー。
ジャックとの対戦のすぐ後にリオにスカイジャンピングシューティングでゲートバトルを挑む。その後もリオとリナのゲートバトルの際にパイプオルガンを弾いていたり、コンセントレーションボンバーの解説をしたりしていた。なお、この時なぜかマイティボンジャックの格好をしていた。
パチスロでは『Rio2』から登場。
キング
声 - 竹本英史
カルティアの部下で、「K」のゲートを持つゲートホルダー。
「豪腕のK（キング）」の異名を持つ凄腕のイカサマ師。金属球を粉末単位まで握りつぶす驚異的な怪力を持ち、強引に勝負の結果を変えてしまう。
リナを人質にとり、リオにコイントス（裏表では無くコインを持っている手を当てる）でゲートバトルを挑む。コインを握りつぶすことで勝利を狙ったが、リオが想定外の答えを出したため激しく動揺。思わずイカサマを自白してしまい、ミントとアーニャの指摘により無条件で敗北となった。
アルファベットはAからQまでしか書けず、数字は1から28までしか数えられない。その一方で腕立ては1000回でき、スクワットは3000回できるなど、典型的な筋肉バカ。300年に渡り一族で風邪をひいた者はいないらしい。
パチスロでは『Rio2』から登場。
ヤンヤン
声 - 大亀あすか
「ナンバーテン」と呼ばれる、カルティアの部下のディーラー。
中華風の服を着て青の中国帽の右側にお札を貼り付けている女の子。お札を使って不可思議なことができるが、中国製のものにしか効果がない。
ゴルトシュミットキングダムのカジノを荒らしていたリオ達の対抗策として呼ばれ、リオ以外のメンバーからギャンブルで勝ち分を全て巻き上げる。その後、リオにコンセントレーションボンバー（変則ルールの神経衰弱）で勝負を挑んだ。
パチスロでは『リオパラダイス』から登場。
アンアン
ヤンヤンと一緒にいる子で、ヤンヤンと対になるような格好をしている。
照れ屋で言葉を話さず、中国帽に貼り付けているお札に文字（台詞や心情）を表示、感情によって札の大きさも変化する。正体はぬいぐるみの「チョコ」が変化したもので、お札が剥がれると元に戻った。
BONUS STORYでは偶然からかチョコにお札が貼られ再び登場。ミントに誕生日プレゼントを贈るため奮闘するも、ミントと再会する前にお札が剥がれてしまう。
パチスロでは『リオパラダイス』から登場。
チャーリー
声 - 川津泰彦
カジノギルドの急進派。カルティアと共に「プロジェクトレインボー」を密かに計画していた。

### その他のキャラクター
リサ・ロリンズ・タチバナ
声 - 井上喜久子
リオの母。歴史上ただ1人、ゲートを13枚集めた「ダブル・アール」の二つ名を持つ伝説のディーラー。左頬にほくろがある。
謎の失踪を遂げており、リナとカルティアはそれがリナの父のレイとの駆け落ちであるとしていた。しかし本当はそうではなく、カジノギルドの急進派が、ゲートを13枚集めMVCDを獲得したリサを悪用しようとし、次にリオとリナを狙ったため、その2人の力を覚醒させないためにリサとレイは失踪しなければならなかった。
現在は行方不明とされていたが、姿を変えてリオの前に現れる。リオとリナの決着を見届けてから素顔を見せどこかへ去っていった。
パチスロでは『リオパラダイス』から登場。
イリーナ・タチバナ
声 - 小清水亜美
リナの母。寝たきりで未だに意識が戻っていなかったが、最終話にてリオの力により目を覚ます。
トム・ハワード
声 - 石井康嗣
ハワードリゾートホテルのオーナー。葉巻がトレードマークの豪快な人物。利益優先の金満家で、リオにコスプレや露出度の高い衣装を着させようとする。時にはリオを監視カメラでチェックしていたりと、犯罪じみた行為もしている。そのため、従業員からの信頼は薄い。だが、リオにゲートバトルを仕掛けたカルティアの罠をティファニー達に調査するよう命じたりと、彼自身はそれなりに従業員を思っているようである。彼曰くリサのファンクラブ会長らしい。
パチスロでは第1作『スーパーブラックジャック』から登場。
クラーク
声 - 長克巳
大富豪で、ミントの祖父。カジノ界のご意見番。カジノ好きでミントと共にハワードリゾートに長期滞在する。ハワードとは信頼関係にある。
パチスロでは第1作『スーパーブラックジャック』から登場。
レイ・タチバナ
声 - 井上和彦
リオとリナの父。カジノギルドの幹部で急進派の野望を阻止するためにリサと共に姿を隠している。髪の色はリオと同じ。回想シーンのみ登場。
ちなみにリオ、リサ、レイの三人親子は、声優が全員、井上姓で揃えられている。
オーリン・ダンヒル
声 - 高木渉
少々行き過ぎたぬいぐるみマニアで、ミントのぬいぐるみを狙って強引な行動を起こす。その際、ミントを護ろうとしたリオと因縁を持ち、後に対決する。結婚式の5分前に女性に逃げられた過去をトラウマとしており、その傷を慰めてきたぬいぐるみの蒐集に執着している。現実の女運は無いがゲームでは女（クイーンのカード）を思い通りにできるとカードの引きの強さに自信を持ち、「クィーンキラー」の異名を自称する。
リオとの勝負以降もたびたび登場。エルビスとセットで扱われる事が多い。
パチスロでは第1作『スーパーブラックジャック』から登場。
エルビス
声 - 高橋広樹
「3」のゲートを持つゲートホルダー。
リオの持つゲートを狙ってハワードリゾートを訪れる。サービス精神に溢れた人物で外連に溢れたパフォーマンスを欠かさないが、ナルシストで美女は皆自分に惚れると自惚れており、その行動には自身の誇示が見え隠れする。ナンバーに最も愛された男と自称しており、周囲の環境を数値的に読み取り計算することで如何なる事象も読み解けるかのような言動をする。それを体現するごとき腕前の持ち主で、中でもルーレットには絶対的な自信を持って、確実に狙ったポケットに入れられると語る。
オーリンと同様に、リオとのゲートバトル以降も登場。コンセントレーションボンバーのディーラーを務めるが、なぜかボンバータイムに巻き込まれてタコ殴りにされた。また、クラークからの依頼でリオとリナのゲートバトルのディーラーも務めるはずだったが、控室に入ってきたジョーカーによって気絶させられ一観客としてゲートバトルを見守ることになった。
上記のように自惚れ屋な性格であるが、勘が鋭い一面もありジョーカーに殴られた後、オーリンとカルロスと合流した際、ジョーカーが女性であることを見抜いた発言をしていた。
パチスロでは『リオパラダイス』から登場。
ミザリィ
声 - 喜多村英梨
ハワードが新たなカジノの舞台として購入した古城ミザリィ城の最後の女城主。手羽先を異常なほど好む。普段は美しい顔つきをしているが、声を荒らげると醜い顔になる。
ギャンブル好きで19世紀に城でカジノを営業していた。挑まれた賭けで一夜にして城から好物の手羽先までの全財産を失ったとの逸話を持ち、人手に渡ったカジノもその後、幽霊が出る等の怪異に見舞われて廃業したとされる。ローザに憑依する形でハワードリゾートに現れるようになり、その周囲では運が失われると囁かれる。またカジノを停電させたり、幻覚を見せたりといった怪現象を引き起こす能力を持つ。ローザを賭け代として、ハワードリゾートを手に入れるべくリオに勝負を挑む。
その後、成仏したかに思われていたが、カルティアがミザリィ城を取り壊そうとしたため、再びローザに憑依してリオに協力を求めた。また、温泉ピンポンや最終回のEDでも登場した。
城にあった肖像画は後に何者かの手によってスカイリゾートのリオの部屋に移動されている。
パチスロでは『リオパラダイス』から登場。
カルロス・タナカ
声 - 岸尾だいすけ
着物風の服に刀をさした丁髷とアフロヘアーの髪型の男。自称お茶目なアフロディーラー。
ギャンブルは弱く奇妙な行動ばかりとっているが、元ディーラー。ジャックが撹乱のためにリンダに犯人と誤認させていた。それ以外のエピソードでも、登場する度にやたらと不幸に見舞われている。
正体はカジノギルド急進派の動向を探っていたICDGポリスの一人。カジノギルドの武装勢力を日本刀一本で無力化する活躍を見せた。
パチスロでは『リオパラダイス』から登場。元ディーラーなのは『Rio2』で引退しているため。
ジョーカー
声 - 井上喜久子
ピエロの格好をした謎の人物。「2」のゲートを持つゲートホルダー。「ロールルーラー」の能力を持ち、その力を完全に制御する程の実力を持つ。
リオ、及びダーナとハワードをロールルーラーの世界に取り込みブラックジャックを挑む。リオに「ロールルーラー」の真の意味を教え、彼女が「ロールルーラー」の力を理解するのを見届けると、リオに自身のゲートを託した。その後、リオとリナの再戦にディーラーとして立ち会う。
正体はリオの母親であるリサ。カルロス田中と共にICDGポリスとして密かに活動していた。
ニーナ
黒いドレスに身を包んだ金髪の少女。最終話の終了直前に謎の男と共にハワードリゾートの屋上に現れた。
本来はパチスロ『十字架』の登場人物。いわゆるゲスト出演に近く、台詞等は一切無しで名前も明かされなかった。
公式サイトで配布されているショートストーリーではメインとして登場し、アーニャとの関係や彼女自身の詳細なども記されている。
コロボット星人
声 - 原田ひとみ（星人A） / 藤原由林（星人B）
BONUS STORY「レッツ★ハッピー＆デイ★ドリーム」に登場。墜落したUFOから降りてきた背中にネジの付いた2人の宇宙人。ジャックはメダルによって言葉が判る。リンダの人間のような「夢」を見たいという願いにより、ミントとジャックをリンダの夢の世界に連れて行ってしまう。
元ネタは『コロボットアドベンチャー』の古代ロボット・コロボットより。
タチバナ・ナデシコ
BONUS STORY「レッツ★ハッピー＆デイ★ドリーム」にて名前のみ登場。ミントの知り合いでクラーク財団と何らかの関わり合いがある模様であるが、詳しくは語られていない。なお、アニメ本編後の物語に位置付けされる CRぱちんこRio2 -Rainbow Road- のストーリーでは、自分との「ある約束」を忘れているリオを倒すため、6人の親衛隊を引き連れリオに勝負を挑む。

## 用語
ゲート
カジノギルドが発行した13枚のカード。カードにはトランプの数字が刻まれている。それを所有するディーラーを「ゲートホルダー」と呼ぶ。ゲートホルダーは自分のゲートを賭けて他のゲートホルダーと戦う「ゲートバトル」を行い、最終的に13枚を集めたディーラーにはギルドから最高ディーラーの称号「MVCD」（Most Valuable Casino Dealer）が与えられるとされている。賞金は1億ドル。暗黙のルールとしてゲートホルダーはゲートバトルの挑戦を拒否することができない。
超古代文明のロストテクノロジーが秘められたオーパーツであり、MVCDとゲートが共鳴したときにレインボーゲートが開かれ、1度だけどんな願いでもかなえることが出来る「アルティメットロールルーラー」になれる。
ロールルーラー
バトルフィールドと一体化することでその声を聞き味方とする能力で、勝負中に幻想のような世界を作り出す。環境を構成する要素を理解し導くことで人々の運、不運を制御する人心誘導技術で、ディーラーが場を制しプレイヤーの勝敗を制御することができる。能力者によって発現に特徴があり、その精神状態にも左右される。
カジノギルド
国際的ディーラー派遣機関で、正式名称は「インターナショナルカジノディーラーズギルド（International Casino Dealers Guild）」。
作中ではチャーリーら急進派と呼ばれる派閥に属している人物が主に登場した。「プロジェクトレインボー」を成功させるために、カルティアと手を組んでおり、彼女のハワードリゾート乗っ取りにも一枚噛んでいた。
プロジェクトレインボー
カジノギルドの急進派がカルティアの支援の元で進めていた計画。MVCDを手中に収め、アルティメットロールルーラーの力で世界を支配するというもの。最終的にはカルロスやジョーカーらICDGポリスに阻止された。

## スタッフ
- 原作 - コーエーテクモウェーブ
- 原作監修 - 原尾宏次
- 監督 - 加戸誉夫
- シリーズ構成 - 関島眞頼
- キャラクターデザイン - 志村久
- プロップデザイン - 寺岡賢司、長屋侑利子
- 美術デザイン - 平澤晃弘
- 美術監督 - 木下了香
- 色彩設定 - 関本美津子
- CGクリエイティブディレクター - 鈴木大介
- CGラインディレクター - 田中臥竜
- 撮影監督 - 武原健二
- 編集 - 坂本久美子
- 音楽 - 梅堀淳
- 音響監督 - たなかかずや
- プロデューサー - 原尾宏次、妹尾亘、堀切伸二
- アニメーション制作 - XEBEC
- 製作・著作 - ハワードリゾート開発グループ

## 主題歌
オープニングテーマ「世界と一緒にまわろうよ!」（第2話 - 第13話、BONUS STORY）
作詞 - 畑亜貴 / 作曲 - OPA / 編曲 - 斎藤悠弥
歌 - らぶ♥ルーレッツ（リオ（井上麻里奈）、ミント（竹達彩奈）、リナ（たかはし智秋）、リンダ（日笠陽子））
※第1話はOPがないため未使用。
※第4話はリオ、第7話はリナ、第10話はリンダ、第12話はミントのソロバージョンとなっている。
※第13話では挿入歌としても使用。
エンディングテーマ「みらくる☆ちゃんす」
作詞 - 月宮うさぎ / 作曲・編曲 - 小池雅也 / 歌 - ULTRA-PRISM
挿入歌「GODDESS OF VICTORY」（BONUS STORY）
作詞 - yura / 作曲 - 山原一浩 / 編曲 - 安井歩 / 歌 - リオ（井上麻里奈）
挿入歌「夢はスーパースター☆」（BONUS STORY）
作詞 - 斎藤照正 / 作曲 - 安西弘一 / 編曲 - 山田高弘 / 歌 - アーニャ（福井裕佳梨）

## 各話リスト
| 話数                     | サブタイトル                  | 脚本                | 絵コンテ          | 演出                | 総作画監督 | 作画監督                 |
| ------------------------ | ----------------------------- | ------------------- | ----------------- | ------------------- | ---------- | ------------------------ |
| #01                      | ゴッデス オブ ヴィクトリー    | 関島眞頼            | 加戸誉夫          | 加戸誉夫            | -          | 志村久                   |
| #02                      | ゲートホルダー                | 久保田雅史          | いまざきいつき    | 孫承希              | 志村久     | 長屋侑利子 中村深雪      |
| #03                      | ミザリィ                      | 荒木憲一            | 柳沼和良          | 柳沼和良            | 志村久     | 岩岡優子                 |
| #04                      | シスターズ                    | 関島眞頼            | 佐々木奈々子      | 佐々木奈々子        | 長屋侑利子 | 関口雅浩                 |
| #05                      | スカイリゾート                | 久保田雅史          | 加戸誉夫          | 加戸誉夫            | 志村久     | 小島智加 赤尾良太郎      |
| #06                      | ロールルーラー                | 荒木憲一            | 吉田英俊          | 大庭秀昭            | -          | 松川哲也                 |
| #07                      | アントライオン                | 関島眞頼            | 久行宏和          | 筑紫大介            | 志村久     | つなきあき               |
| #08                      | エース                        | 久保田雅史          | 二瓶勇一          | 飯村正之            | -          | 長屋侑利子               |
| #09                      | ジョーカー                    | 荒木憲一            | 佐々木奈々子      | 工藤寛顕            | 志村久     | 岩岡優子                 |
| #10                      | リバース                      | 関島眞頼            | 阿部雅司          | 阿部雅司            | 志村久     | 関口雅浩                 |
| #11                      | ナンバーテン                  | 久保田雅史          | 樋口香里          | 筑紫大介            | 長屋侑利子 | 草苅大介 勝谷遥          |
| #12                      | スペキュレーション            | 荒木憲一            | 吉田英俊          | 五十嵐達矢          | 長屋侑利子 | 西谷泰史 古川信之        |
| #13                      | レインボーゲート              | 関島眞頼            | 阿部雅司 加戸誉夫 | 長澤剛              | 志村久     | 大浪太 渡邊政訓 奥谷周子 |
| BONUS STORY （未放送話） | レッツ☆ハッピー&デイ☆ドリーム | 久保田雅史 荒木憲一 | 久行宏和          | 五十嵐紫樟 加戸誉夫 | -          | 長屋侑利子 大浪太        |

- BONUS STORY（第14話）はDVD第7巻収録の未放送エピソード。

## 放送局
| 放送地域   | 放送局             | 放送期間               | 放送日時                     | 放送系列       | 備考                          |
| ---------- | ------------------ | ---------------------- | ---------------------------- | -------------- | ----------------------------- |
| 東京都     | TOKYO MX           | 2011年1月4日 - 3月29日 | 火曜 23:00 - 23:30           | 独立UHF局      |                               |
| 愛知県     | テレビ愛知         | 2011年1月6日 - 3月31日 | 木曜 2:28 - 2:58（水曜深夜） | テレビ東京系列 |                               |
| 近畿広域圏 | 毎日放送           | 2011年1月7日 - 4月1日  | 金曜 1:55 - 2:25（木曜深夜） | TBS系列        |                               |
| 日本全域   | BS11               | 2011年1月7日 - 4月3日  | 金曜 23:00 - 23:30           | BSデジタル放送 | ANIME+枠                      |
| 日本全域   | ニコニコチャンネル | 2011年1月8日 - 4月2日  | 土曜 0:00頃 更新（金曜深夜） | ネット配信     | 最新話1週間無料 第1話無料配信 |
| 日本全域   | AT-X               | 2011年1月8日 - 4月2日  | 土曜 8:30 - 9:00             | CS放送         | リピート放送あり              |
| 神奈川県   | tvk                | 2011年4月5日 - 6月28日 | 火曜 1:45 - 2:15（月曜深夜） | 独立UHF局      |                               |